# 徐浩峰 (1999年)
徐浩峰（1999年1月27日—），中国职业足球运动员，司职右后卫，效力于中超俱乐部长春亚泰和中国国家足球队。

## 俱乐部生涯

### 深圳队
2020年7月，随着天津天海解散，徐浩峰与另外七名队员转投深圳。2020年7月26日，中超第1轮，徐浩峰首次代表深圳出场，帮助球队3比0击败广州富力。
2023年7月21日，徐浩峰在深圳客场3比3战胜天津津门虎的比赛攻入中超生涯首球。

### 河南队
2024年2月9日，伴随深圳俱乐部解散，徐浩峰转战河南队。
2025年1月28日，徐浩峰被租借到长春亚泰。

## 国家队生涯
2022年7月20日，徐浩峰首次代表中国国家队出场，帮助球队在2022年東亞足球錦標賽3比0击败韩国。
2023年12月12日，徐浩峰入选中国国家队出征卡塔尔亚洲杯大名单。